# Lomana LuaLua
Lomana Trésor LuaLua (* 28. Dezember 1980 in Kinshasa, Zaïre) (auch Lomana Lua Lua geschrieben) ist ein kongolesischer ehemaliger Fußballspieler. Seine Position war im Angriff oder im offensiven Mittelfeld. Sein jüngerer Bruder Kazenga LuaLua war ebenfalls Profifußballer.

## Karriere

### Verein
1998 begann er seine Profikarriere bei Colchester United. Nach zwei Saisons mit diesem Verein in der Football League Second Division kam er ins Blickfeld mehrerer Erstligavereine, darunter auch Newcastle United, wo er schließlich unterschrieb.
In Newcastle spielte er zwar 2002/03 in der Champions League, war aber in vier Jahren nicht wirklich erfolgreich. Nach nur sieben Ligaeinsätzen 2003/04 wechselte er zum FC Portsmouth, wo er bis 2007 unter Vertrag stand.
In der Saison 2007/2008 spielte LuaLua mit der Rückennummer 32 für den griechischen Rekordmeister Olympiakos Piräus. Im Sommer 2008 wechselt Lomana LuaLua nach al-Arabi in Katar.
Zum Winter 2010 ging er allerdings wieder zurück zu Olympiakos Piräus. Am 4. Juli 2010 hat Olympiakos den Transfer von Lomana Trésor LuaLua zu Omonia Nikosia bekannt gegeben.
Zum Sommer 2012 wechselte er zum türkischen Erstligisten Kardemir Karabükspor.
Im Frühjahr 2014 wechselte LuaLua innerhalb der Süper Lig zu Çaykur Rizespor. Ende Januar 2015 verließ er diesen Klub wieder. Am letzten Spieltag der Wintertransferperiode 2014/15 wechselte er zu Akhisar Belediyespor.
Nach einem Jahr bei Akhisar Belediyespor wechselte er zum Zweitligisten Şanlıurfaspor und spielte bis zum Sommer 2016. Dann verbrachte er den Herbst seiner Karriere in Nordzypern und bei seiner letzten Station in der Southern Football League.

### Nationalmannschaft
Beim Afrika-Cup 2004 war LuaLua mit nur 23 Jahren bereits Kapitän der Mannschaft. Seine Mannschaft verlor jedoch alle drei Vorrundenspiele und schied aus. LuaLua selbst hatte im Spiel gegen Tunesien die Rote Karte gesehen.
An der Afrikameisterschaft 2006 war er als Kapitän dabei. Er führte sogar die DR Kongo-Mannschaft zum Viertelfinale aber leider verloren sie das Spiel gegen Ägypten. Für die Afrikameisterschaft 2008 konnte sich DR Kongo nicht qualifizieren, ebenso nicht für die Afrikameisterschaft 2010.